# نورس أبيض العين
نورس أبيض العين أو نورس عجمة (الاسم العلمي:Ichthyaetus leucophthalmus) (بالإنجليزية: White-eyed Gull)‏ هو نوع من الطيور يتبع جنس نورس السمك من الفصيلة النورسية.

## معرض الصور
|  |  |

|  |  |